# 인천 온슬레이어스
인천 온슬레이어스(Incheon On Sla2ers)는 대한민국의 발로란트 프로게임단이다.

## 연혁
- 2021년 12월 6일: Esports Connected 창단
- 2022년 2월 22일: On Sla2ers로 팀명 변경
- 2023년 3월 31일: Never Give Up 아마추어팀 인수 및 인천광역시의 네이밍 스폰서 계약으로 인해 Incheon On Sla2ers로 팀명 변경

## 소속 선수
- 감독: (공석)
- 코치: 서상훈

| 이름   | 아이디   | 비고 |
| ------ | -------- | ---- |
| 김두헌 | WIX      |      |
| 김범준 | BeomJun  |      |
| 김상협 | NakJi    |      |
| 유승범 | Manggong |      |
| 이예훈 | Hate     |      |
| 하현철 | Ash      |      |
|        | JaebiN   |      |

## 주요 성적
- 2022 발로란트 챌린저스 코리아 스테이지 1 준우승
- 2022 발로란트 챌린저스 코리아 스테이지 2 5위
- 발로란트 챔피언스 2022 최종 선발전 동아시아 준우승
- 2023 WCG 발로란트 챌린저스 코리아 스테이지 2